# Блок 21
Блок 21 је стамбени блок на Новом Београду, део месне заједнице Ушће.

## Географија
Блок 21 се налази у источном делу општине Нови Београд. Најближи је стамбени блок ушћу реке Саве у Дунав, као и Бранковом мосту.

### Положај
Блок је правоугаоног облика оивичен са неколико веома прометних саобраћајница на Новом Београду што доприноси атрактивности његовог положаја у односу на Нови Београд и цео град у целини. Североисточну границу овог блока представља Булевар Михајла Пупина. Улица Милентија Поповића ограничава блок 21 југоисточно, улица Антифашистичке борбе североисточно, док је булевар Зорана Ђинђића југозападна граница. 

### Околина блока
Поред саобраћајница које повезују овај блок директно са већим делом града (Булевар Михајла Пупина са Земуном и старим делом Београда преко Бранковог моста, Антифашистичке борбе са аутопутем и мостом Газела, а Милентија Поповића са Савским и Бежанијским блоковима) атрактивности овог блока доприносе и садржаји у суседним и оближњим блоковима. Северозападно од овог блока се налази блок 13 у којем се дијагонално и северно од блока 21 налази Палата Србије, бивши СИВ. Североисточно се налази суседни блок 26 у којем су тренутно изграђене две пословне зграде и Храм Светог Симеона Мироточивог. Западно од блока у дијагоналном блоку 25 се налази Комбанк арена. У југозападном суседном блоку 22 налази се Војномедицински центар Нови Београд, док се дијагоналном јужном блоку 19 налазе Сава центар и хотел Краун плаза. У суседном југоисточном блоку 20 се налази неколико пословних зграда (Делта холдинг, НИС-Газпром, Генекс апартмани, Сава сити торњеви 1 и 2 као и недовршена зграда ГП Рад), хотел Хајат и бензинска пумпа НИС-а. У источном дијагоналном блоку 16 се налазе чувена зграда Пословни центар „Ушће“ као и Тржни центар Ушће.

## Опис

### Вишепoродични стамбени објекти
У Блоку 21 налази се девет карактеристичних представника послератне индустријализоване стамбене изградње - шест стамбених кула, два стамбена блока и један стамбени меандер.
Стамбене куле (службени назив: „С 1-6“) налазе се у североисточном делу Блока 21, најближој тачки према старом граду. Аутори кула су архитекте Леон Кабиљо (1912 - 1999) и Богдан Игњатовић (1912 - 2004). Још у шездесетим годинама су добиле неформални назив „Шест каплара“, пре свега због тога што су у њима становала тадашња војна лица из ЈНА. Овај топоним се одржао до данашњег дана и уједно је најстарији на Новом Београду. Укупно имају 483 стана.
Стамбени блокови (службени називи: „Б-8“ на Булевару Михаила Пупина и „Б-9“ на Булевару Зорана Ђинђића) представљају мегаблокове који паралелно прате значајне саобраћајнице, Булевар Михаила Пупина и Булевар Зорана Ђинђића. Аутор стамбеног блока „Б-8“ је архитекта Богдан Игњатовић, док су аутори другог стамбеног блока „Б-9“ архитекте Леонид Ленарччич (1932-2011), Милосав Миша Митић (1932-1970), Иван Петровић (1932-2000),  Иван Cимoвић(1932-2012) и Михаило Чанак (1932-2014), чланови неформалне групе Београдских пет која је деловала у периоду од 1957. до 1970. године у различитим формацијама. Укупно имају 1088 станова.
Стамбени меандер (службени назив: „Б-7“) представља најдужу зграду на простору бивше Југославије, дужине 972.5 метара. Налази се у средишњем делу овог новобеоградског стамбеног простора, од Милентија Поповића до Антифашистичке борбе. Аутори су поменути чланови групе Београдских пет, који су овај објекат због своје меандрирајуће структуре именовали Меандер. У документима Месне заједнице „Ушће“ (раније „Едвард Кардељ“) појављује се још један назив за овај објекат - Ламела, који дан-данас користе становници овог новобеоградског стамбеног насеља. Поред ових назива, у употреби се користи и Кинески зид као последица погрешних интерпретација од стране истраживача, који се у међувремену одомаћио у круговима изван Блок 21. Укупно има 798 станова.

### Образовање
У блоку се поред стамбених зграда налазе и Десета београдска гимназија „Михајло Пупин“ у северозападном делу блока до улице Антифашистичке борбе између „Меандера“ и стамбене зграде до северног угла. Од образовних установа ту су и Основна школа „Јован Дучић“, као и два дечија вртића, „Весна“ и „Чуперак“ који се налазе у између ламела „Меандера“.
У оквиру месне заједнице која се налази у западном делу блока ближе Булевару Зорана Ђинђића налази се и приватни Факултет за економију, финансије и администрацију Универзитета Сингидунум.

### Спортски садржаји, дечија игралишта и зеленило
Постоји више спортских терена у оквиру блока. Поред школских спортских терена Десете гимназије и основне школе код Шест каплара се налазе ограђени терен за кошарку и терен за баскет поред којег је и теретана на отвореном. Поред ОШ Јован Дучић налази се и Тениски клуб "Ушће". Простор између стамбених зграда је оплемењен зеленилом, клупама и дечијим игралиштима са тобоганима, љуљашкама и осталим дечијим справама.

## Привреда
Поред стамбених објеката и пратећих садржаја, у самом блоку 21 се налази и низ пословних зграда, посебно уз Булевар Зорана Ђинђића у којем се налазе пословне зграде ОТП банке, Банке интезе, ДДОР Нови Сад, Хипо групе, као и низ објеката са угоститељским и трговачким локалима.
На углу Булевара Михајла Пупина и Антифашистичке борбе се налази пословна зграда ГП Напред, а у даљем низу у Булевару Михајла Пупина су и зграда Србија шума, Војвођанске банке као и ресторан Мекдоналдс.

## Јавни превоз
Блок 21 је захваљујући својој позицији добро повезан са већим делом Београда линијама јавног градског превоза.
У самом блоку постоје следећа стајалишта:
- Палата Србија у Булевару Михајла Пупина на којој стају аутобуске линије 16, 65, 67, 71, 72, 75, 77, 78 и 83 (стајалиште за супротни смер се налази преко пута у блоку 13);
- Шест каплара у Булевару Михајла Пупина на којој стају аутобуске линије 65, 67 и 77 (стајалиште за супротни смер се налази преко пута у блоку 13);
- Блок 21 у улици Милентија Поповића на којој стаје аутобуске линија 68 и 95, као и трамвајске линије 7, 9, 11 и 13 и некадашња ноћна линија 7Н (стајалиште за супротни смер се налази преко пута у блоку 20);
- Блок 26 у улици Антифашистичке борбе на којој стаје аутобуска линија 67 (стајалиште за супротни смер се налази преко пута у блоку 26);
- Милентија Поповића у Булевару Зорана Ђинђића на којој стаје аутобуска линија 68 (стајалиште за супротни смер се налази преко пута у блоку 22).

Поред ових линија, блок 21 опслужују и ноћне линије 15Н, 68Н, 75Н, 603Н, 704Н и 706Н које стају на стајалишту Палата Србија.